# Dariusz Pasieka
Dariusz Pasieka (* 3. August 1965 in Chojnice) ist ein ehemaliger polnischer Fußballspieler und heutiger  -trainer.

## Karriere
Er spielte bei Chojniczanka Chojnice, Zawisza Bydgoszcz, Nea Salamis Famagusta, Dynamo Dresden und dem SV Waldhof Mannheim.
Nach Beendigung seiner Spielerlaufbahn arbeitete Pasieka als Trainer. Vom 17. Januar 2005 bis 10. Juni 2005 nahm er am 50. DFB-Fußballlehrer-Lehrgang an der Deutschen Sporthochschule Köln teil und schloss diesen mit dem Erwerb der Fußballlehrer-Lizenz ab.
Bereits im Jahre 2003 wurde er – nach einem Jahr als Co-Trainer beim SV Waldhof Mannheim – unter dem damaligen Trainer Mario Basler Assistenztrainer beim SSV Jahn Regensburg. Nach dessen Entlassung am 20. September 2005 wurde Pasieka als Cheftrainer verpflichtet. Als der Verein jedoch nach sechs sieglosen Spielen in der Saison 2005/06 kurz vor dem Abstieg stand und es Differenzen im Vorstand gab, trennte man sich am 7. April 2006 von ihm. Pasieka wurde am 8. September 2006 als neuer Co-Trainer von Roland Seitz beim SC Paderborn 07 unter Vertrag genommen, seit dem 20. April 2008 arbeitet er zusammen mit Sascha Franz als Co-Trainer von Holger Fach für den FC Augsburg. Im Dezember 2008 teilte der FC Augsburg bereits Pasieka mit, dass man keine Notwendigkeit sehe, seinen zum 30. Juni 2009 endenden Vertrag zu verlängern. Nachdem dann in der Rückrunde (Saison 2008/09) kein Spiel gewonnen wurde (5 Unentschieden und 5 Niederlagen) wurde Pasieka am 13. April 2009 zusammen mit Holger Fach und Sascha Franz freigestellt. Im August 2009 wurde er Trainer beim polnischen Verein Arka Gdynia, den er zwei Jahre betreute. 2011 übernahm er das Traineramt bei KS Cracovia.